# Cheilopogon intermedius
Cheilopogon intermedius är en fiskart som beskrevs av Parin, 1961. Cheilopogon intermedius ingår i släktet Cheilopogon och familjen Exocoetidae. Inga underarter finns listade i Catalogue of Life.